# Liste der Monuments historiques in Saint-Michel-de-Rieufret
Die Liste der Monuments historiques in Saint-Michel-de-Rieufret führt die Monuments historiques in der französischen Gemeinde Saint-Michel-de-Rieufret auf.

## Liste der Bauwerke
| Bezeichnung      | Beschreibung                  | Standort | Kennzeichnung | Schutzstatus | Datum | Bild |
| ---------------- | ----------------------------- | -------- | ------------- | ------------ | ----- | ---- |
| Kirche St-Michel | Erbaut im 17./18. Jahrhundert | (Lage)   | PA00083789    | Inscrit      | 1925  |      |

## Liste der Objekte
- Monuments historiques (Objekte) in Saint-Michel-de-Rieufret in der Base Palissy des französischen Kultusministeriums